# Joachim von Tresckow
Joachim von Tresckow (Danzica, 20 giugno 1894 – Bückeburg, 3 novembre 1958) è stato un generale tedesco della Wehrmacht durante la seconda guerra mondiale.

## Biografia
Tresckow combatté con l'esercito imperiale tedesco come ufficiale nella prima guerra mondiale, venendo ferito più volte e ricevendo diverse distinzioni.
Dopo il primo conflitto mondiale venne assunto nel Reichswehr e poi nella Wehrmacht dove ottenne il comando della 328ª divisione di fanteria fino alla sua dissoluzione il 2 novembre 1943 sul fronte orientale. Comandò quindi la 18ª Divisione da campo della Luftwaffe sul fronte occidentale tedesco nel 1944/1945. Nel 1944 fu nominato comandante del XXX. corpo d'armata. Negli ultimi mesi di guerra del 1945, ormai tenente generale, von Tresckow divenne comandante del LIX. corpo d'armata.